# Cinquantenario della Colonizzazione Italiana nel Rio Grande del Sud, 1875-1925

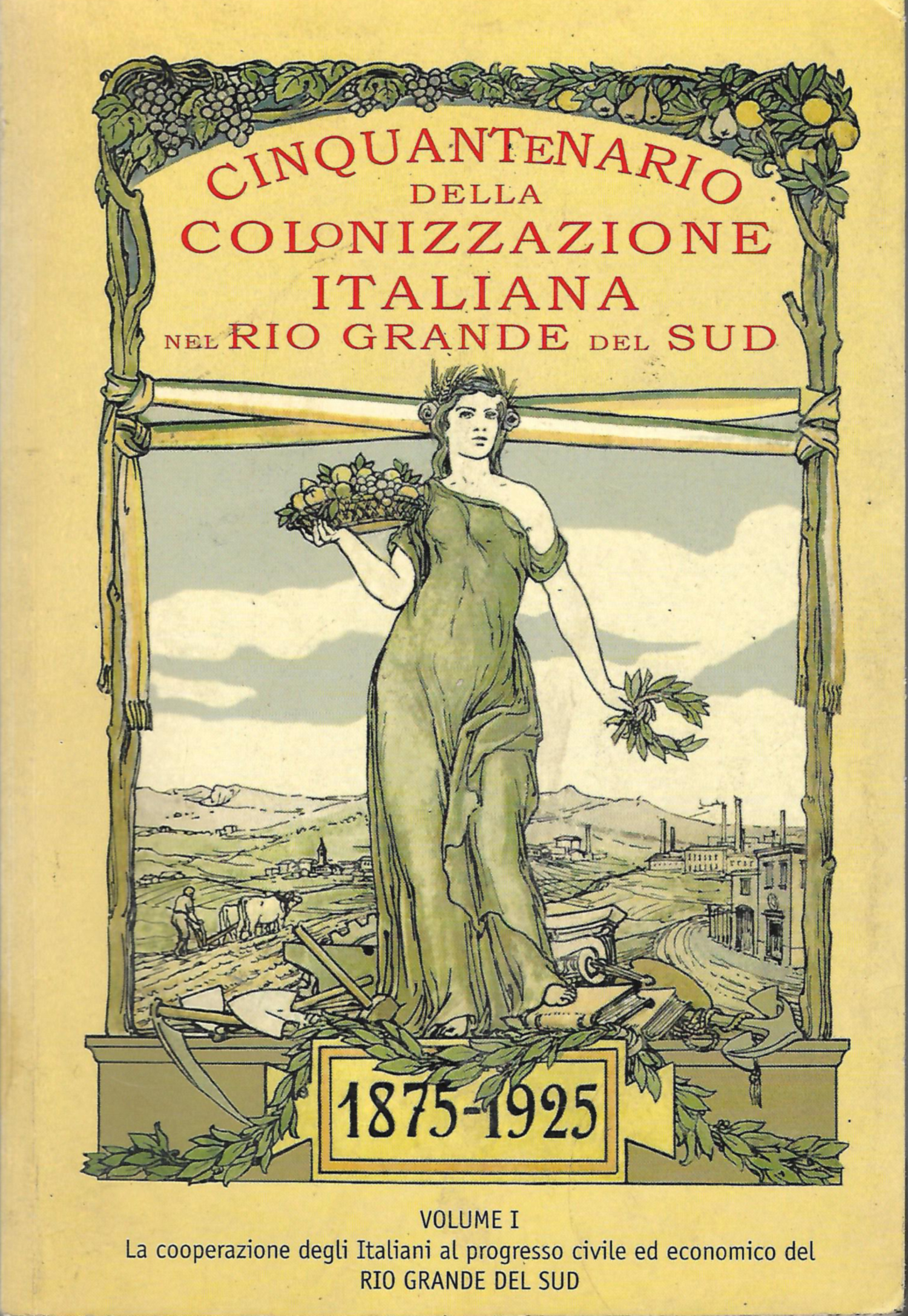
Capa da publicação.

Cinquantenario della Colonizzazione Italiana nel Rio Grande del Sud, 1875-1925 (Cinquentenário da Colonização Italiana no Rio Grande do Sul, 1875-1925) é uma publicação escrita em italiano, comemorativa dos cinquenta anos do início da colonização italiana no estado brasileiro do Rio Grande do Sul.
Impressa em 1925 pela Livraria do Globo, em dois volumes fartamente ilustrados e com um total de quase mil páginas, a obra nasceu sob os auspícios dos governos da Itália e do Rio Grande do Sul, que naquele ano celebraram a colonização com grandes festividades em Porto Alegre, capital do Rio Grande, e em várias cidades coloniais. Um Comitê Central composto de autoridades italianas e brasileiras foi formado para organizar os trabalhos, e a um sub-comitê, nomeado Comissão da Monografia, foi encarregada a tarefa de pesquisar o assunto e publicar os resultados. A Comissão foi presidida pelo doutor Lorenzo Cichero, que teve como colaboradores intelectuais de renome na época, como Francisco Truda, Mansueto Bernardi, João Maria Balen, Celeste Gobbato e José Barea. Também colaboraram o naturalista Ernesto Ronna, o advogado Attila Salvaterra, o geógrafo Alberto Albertini, o engenheiro Ferruccio Targa, o jornalista e educador Benvenuto Crocetta, o cônego Cleto Benvegnù, o médico Archimede Fortini e técnicos da Secretaria de Obras Públicas, entre outros.
A obra foi concebida com um largo escopo. No Volume I — La cooperazione degli italiani al progresso civile ed economico del Rio Grande del Sud (A colaboração dos italianos para o progresso civil e econômico do Rio Grande do Sul) — foi ressaltada a participação de italianos na Revolução Farroupilha, seguindo-se uma grande seção onde se estuda a vida religiosa nas colônias e o papel da Igreja Católica, seus sacerdotes e congregações, na formação, consolidação e progresso das comunidades. Na sequência é abordada a participação dos imigrantes no desenvolvimento econômico do estado, bem como sua influência social, política e cultural; são descritos aspectos geográficos e morfológicos das serras gaúchas onde o italiano se concentrou, sua flora, fauna e riquezas naturais, possibilidades de novos assentamentos, e é feito um apanhado de aspectos históricos do processo colonizador e imigratório. O volume prossegue apresentando seções onde é descrita sucintamente a vida de algumas das colônias principais, que na época da publicação já eram cidades florescentes, destacando alguns personagens relevantes, incluindo mulheres e associações femininas.
O Volume II — I municipi dello stato e le industrie ed i commerci degli italiani e loro discendenti (Os municípios do estado e as indústrias e comércios dos italianos e seus descendentes) — faz um extenso mapeamento dos principais progressos devidos aos italianos em todas as cidades do estado onde deixaram alguma marca notável, informando a origem de inúmeras famílias e indivíduos e detalhando os empreendimentos ou outras iniciativas que os fizeram importantes. O volume encerra com um longo memorial da marca italiana em Porto Alegre, incluindo notas sobre italianos que chegaram bem antes da onda imigratória do fim do século XIX e se tornaram ilustres, e um relatório sobre a grande exposição do cinquentenário organizada na capital com produtos do comércio, das artes, da indústria, das manufaturas e artesanatos.
O tom geral dos textos, todos escritos em italiano, é nitidamente apologético, enaltecendo a bravura e a intrepidez dos colonos, seu trabalho incansável, sua fé e seus valores tradicionais, entre outras qualidades atribuídas, com um discurso que era dominante naquele momento histórico. Para Luís Fernando Beneduzi, é um caso paradigmático das narrativas que glorificavam "o imigrante que deu certo": "Soma-se a essa carga de positividade a visão de uma superioridade ou inferioridade intrínsecas à etnia/raça, segundo a concepção histórico-cultural de finais do século XIX e das primeiras décadas do XX. Com isso, a comemoração traz em si a missão de regeneração da sociedade, atribuída à imigração, e o elemento italiano como parte formadora de um tipo racial mais apto que o brasileiro. O próprio livro do cinquentenário ressalta essa perspectiva". Segundo a pesquisadora Maria Catarina Zanini, 

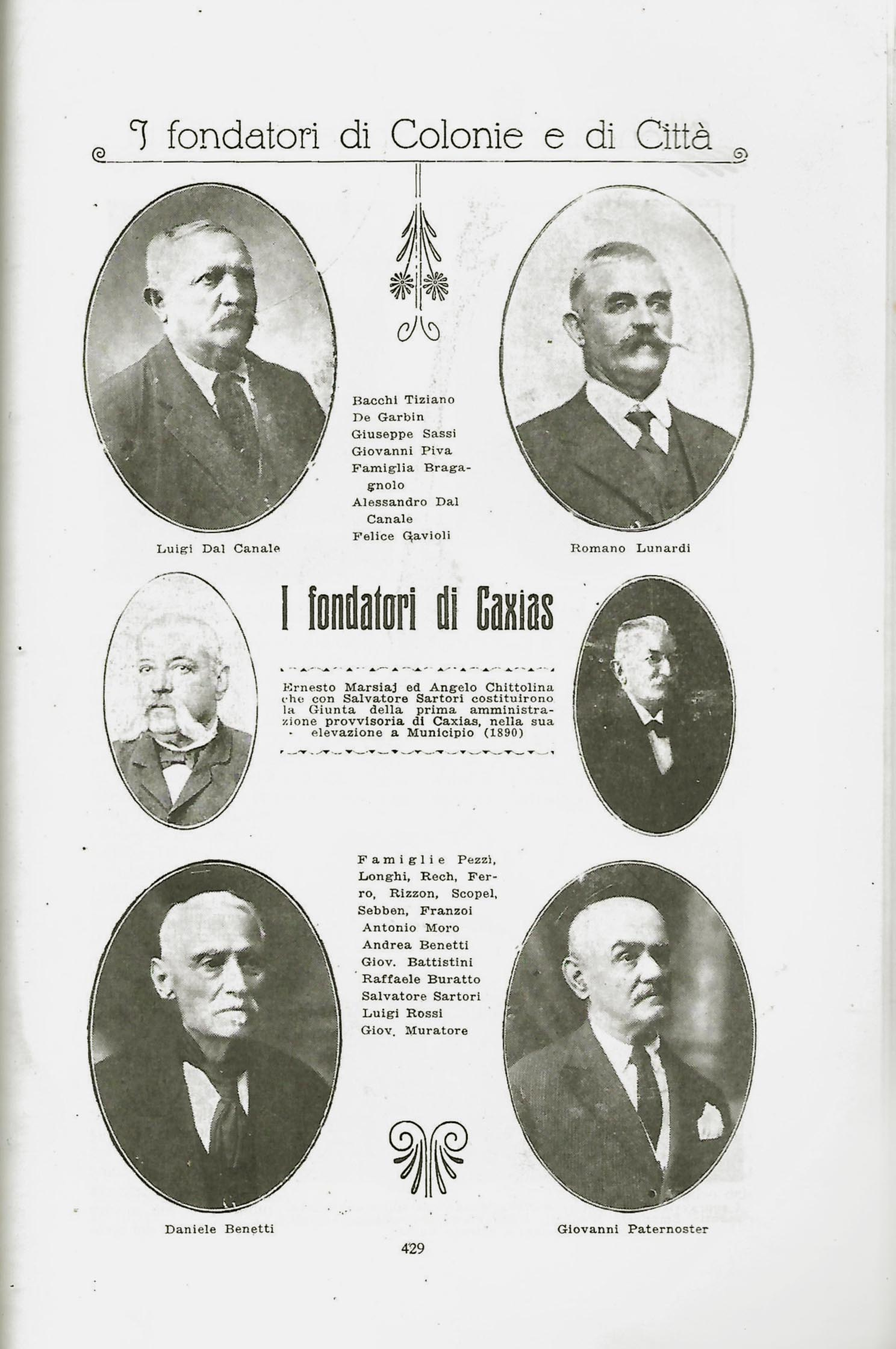
Página da obra onde se destacam alguns dos principais fundadores de Caxias do Sul, com retratos de Luigi dal Canale, Romano Lunardi, Ernesto Marsiaj, Angelo Chittolina, Daniele Benetti e João Paternoster e vários outros nomes e famílias citados.

"Essas representações ganhavam força pelos exemplos individuais de imigrantes que haviam enriquecido e em comemorações como as efetuadas no Cinquentenário da Colonização Italiana no estado do Rio Grande do Sul, em 1925 – quando, numa parceria entre o governo local e o italiano, foi elaborado um álbum escrito em língua italiana, no qual se exaltavam à exaustão as virtudes e o empreendedorismo dos colonos italianos. A publicação é uma reverência aos frutos do trabalho dos pioneiros na América brasileira, bem como das virtudes civilizatórias que estes teriam transplantado da Itália para cá. Além disso, por meio das pregações religiosas, toda uma construção do migrante como herói-mártir se processava. No Brasil, construirão, para si mesmos e para a sociedade nacional, a imagem de que eram homens ordeiros, trabalhadores e apegados à família e à fé. Serão essas as qualidades incansavelmente auto-atribuídas, bem como reconhecidas como pertencentes ao imigrantes e às gerações sucessivas às suas".
A publicação vinha, de fato, carregada com todas as chancelas possíveis da oficialidade: trazia como abertura uma galeria de fotos de página inteira de Vitório Emanuel III, rei da Itália, Benito Mussolini, seu primeiro-ministro, Artur Bernardes, presidente do Brasil, Borges de Medeiros, presidente do Rio Grande do Sul, do barão Giulio Montagna, embaixador da Itália no Brasil, de Giuseppe de Michelis, comissário geral da imigração, do papa Pio XI e de dom João Becker, arcebispo de Porto Alegre, além de mensagens de Borges de Medeiros, de Mussolini, do prefeito de Milão e de Pio XI, que concedeu sua bênção apostólica para as celebrações.
Apesar dessa inclinação celebratória, que foi reconhecida no texto, a Comissão teve a preocupação de oferecer ao público uma obra também didática, para dar a conhecer em outros lugares, incluindo a Itália, cujas atenções oficiais estavam voltadas principalmente para a colônia italiana de São Paulo, o que vinha acontecendo nesta região do sul, pintando um detalhado quadro panorâmico do que significou a presença italiana no estado nesses cinquenta anos. Mesmo que tal compilação tenha sido feita com muita seletividade, enfatizando a face brilhante da colonização, incluía reportagens de atualidades, dados estatísticos oficiais numerosos e de variada natureza, artigos técnicos e ensaios históricos e científicos substanciais, cobrindo as principais áreas da atividade humana, tornando-se uma fonte de grande valor documental e historiográfico para o conhecimento do processo de italianização da sociedade gaúcha e para o processo de afirmação dos imigrantes e seus descendentes em uma nova terra. É importante também pela vasta iconografia que reuniu. Muitos imigrantes ainda estavam vivos em 1925, e segundo Fernando Miranda, presidente do Instituto Histórico de Passo Fundo, "escrita apenas 50 anos após o início da imigração, [...] aborda intimamente o contexto e vida de muitos imigrantes que testemunharam o início das movimentações no estado". Para a pesquisadora Fernanda Ambiedo, que estudou-a em detalhe, é "uma fonte fundamental para a construção do período proposto".
A publicação original acabou se tornando obra rara. No ano de 2000 foi reeditada numa versão fac-similar, organizada pelos pesquisadores de notório saber Luís Alberto De Boni e Rovílio Costa, que acrescentaram uma introdução onde sintetizam com dados recentes e objetividade crítica a história da colonização italiana no estado. Segundo os pesquisadores, de todos os álbuns comemorativos oficiais de datas magnas da italianidade no Rio Grande, o Cinquantenario é o mais completo e detalhado, podendo ser considerado, pela sua riqueza informativa e amplitude, o marco fundador dos estudos da imigração italiana no sul do Brasil, "o primeiro grande registro de organização social, política, religiosa, educacional, artesanal, industrial, comercial e econômica do italiano no Rio Grande do Sul. [...] A republicação deste álbum dos 50 anos pioneiros da imigração italiana nos remete ao ontem, nos ajuda a entender o hoje e perceber por onde andará, no amanhã, a italianidade do Rio Grande do Sul como consciência cultural e ação diversificada". De mesma opinião é Júlio Posenato, que escreveu a apresentação: "Sem dúvida, grande parte da memória daquele período deve-se a esta obra. [...] Ao lado de Nanetto Pipetta, constitui a mais importante de todas as publicações que se referem à presença italiana no Rio Grande do Sul".